# Скріверський край
Скрі́верський кра́й (латис. Skrīveru novads) — адміністративно-територіальна одиниця Латвійської Республіки. Розташований у центральній частині країни, в історичному регіоні Ліфляндія. Адміністративний центр — Скрівері. Створений 2009 року. Площа — 105,4 км². Населення — 3708 осіб (2011). 

## Населення
Національний склад краю за результатами перепису населення Латвії 2011 року.
| Національність | К-сть | % |
| -------------- | ----- | - |